# Louis Renault (jurist)
 For alternative betydninger, se Louis Renault. (Se også artikler, som begynder med Louis Renault)
Louis Renault (født 21. maj 1843, død 8. februar 1918) var en fransk jurist. I 1907 blev han sammen med Ernesto Teodoro Moneta tildelt Nobels fredspris for arbejdet med fredskonferencen i Haag.